# AXA
AXA es una multinacional francesa especializada en el negocio de los seguros y la gestión de activos fundada en 1985.  La empresa está presente en 56 países y emplea a 157 000 personas y es considerada como una de las aseguradoras más grandes del mundo. En 2017, AXA fue elegida como la primera marca del sector asegurador en el mundo, por noveno año consecutivo, según la consultora Interbrand.

## Grupo AXA

AXA en el mundo.

Fundado en 1985 por Claude Bébéar, Grupo AXA es una de las compañías líderes a nivel mundial en el sector de seguros y la gestión de activos, con sede en París. Cuenta con más de 163.000 empleados que trabajan para 107 millones de clientes en 57 países. En 2011, la cifra de negocio del grupo alcanzó los 76.000 millones de euros, con un beneficio operativo de 3.900 millones de euros. A 31 de diciembre de 2011, Grupo AXA gestionaba activos por valor de 1,06 billones de euros. Las actividades principales del Grupo son, tanto el seguro de vida como el de no vida, los seguros internacionales y la gestión de activos.

## Fundación AXA
La Fundación AXA (antes Fundación Winterthur) nace en 1998 con la vocación de promocionar y difundir el arte, la cultura y la prevención de riesgos, pilares constituyentes de su actividad filantrópica desde su creación.
Su objetivo es difundir, fomentar, desarrollar e impulsar todo tipo de actividades culturales, artísticas y formativas, en concreto, en el ámbito del seguro y de la prevención de riesgos, prestando la colaboración y el soporte necesario a iniciativas privadas o institucionales que tengan como objetivo satisfacer la demanda cultural de la sociedad civil en el campo de las artes, la música y la literatura.
La Fundación AXA desarrolla, igualmente, actividades encaminadas a la difusión de una cultura de la seguridad, con la promoción de estudios e investigaciones en este ámbito y el impulso de eventos que favorezcan la educación cívica.
En España, la Fundación ha cerrado importantes vínculos de apoyo con diversas instituciones dedicadas a la custodia y difusión del arte y de la cultura: el Museo del Prado, la Catedral de Burgos, el Museo Guggenheim, el Liceo de Barcelona, el Teatro Real o los Palaus de la Música Catalana y Valenciana.
Su patronato, presidido en la actualidad por Jean-Paul Rignault, siempre ha estado integrado por personalidades significativas de la empresa y cultura españolas: Plácido Domingo, Javier Solana, Xavier de Irala, Rodolfo Martín Villa, Rafael de Lorenzo o Joan Rigol, entre otros. Algunos de sus miembros más destacados en la actualidad son: la artista Bárbara Allende Ouka Lele, el oncólogo Mariano Barbacid, el periodista Joaquín Bardavío o el expresidente de Iberia y Orizonia, Fernando Conte.
Desde el 1 de enero de 2008, a raíz de la adquisición de Winterthur por parte de AXA, la Fundación pasa a recibir su nombre actual.

## AXA en España
AXA Seguros es una compañía que surgió como producto de la fusión y compra, a lo largo de los años, de diversas entidades y que cuenta con profundas raíces en la historia empresarial y financiera española.

### Inicios
En 1846, La Paternelle comenzó su penetración en el mercado español. En 1848 empieza a operar en el País Vasco La Urbana, que rápidamente extiende su actividad a todo el país. Será en 1900 cuando Aurora comienza su andadura como entidad bancaria y sociedad aseguradora hasta 1902 cuando decidió separar ambos negocios. En 1929, el Banco de Bilbao entró como accionista de Aurora y nace, entonces, Unión Española. En 1942, Mare Nostrum obtuvo su reconocimiento oficial estableciéndose en Palma de Mallorca. También nace Seguros Industriales, Compañía Anónima (SICA), que posteriormente se fusiona con La Paternal, dando lugar a La Paternal SICA.

### Años 1970-1980
Treinta años después se produce la fusión de L'Unión y La Urbana, dando origen a UAP IARD y UAP Vie. En 1977, Aurora y La Polar se fusionan dando como resultado Aurora Polar. En 1984, el Banco Bilbao, ya principal accionista de Aurora Polar, incrementa su participación hasta superar el 95% del capital, aunque la gestión permanece independiente del grupo bancario. Un año más tarde, Unión Española cambia su nombre por UAP Ibérica, mientras el grupo Victoire incorpora en España una nueva compañía: La Previsora Hispalense. AXA Ibérica adquirió Mare Nostrum. En 1986, UAP Ibérica absorbe UAP IARD y UAP Vie y la sociedad resultante conserva el nombre de UAP Ibérica. En 1988 tiene lugar la fusión de AXA-MIDI en Francia. A raíz de la fusión de los Bancos de Bilbao y Vizcaya en el Banco Bilbao Vizcaya, Aurora Polar se integra en el grupo asegurador del banco.

### Años 1990 hasta la actualidad

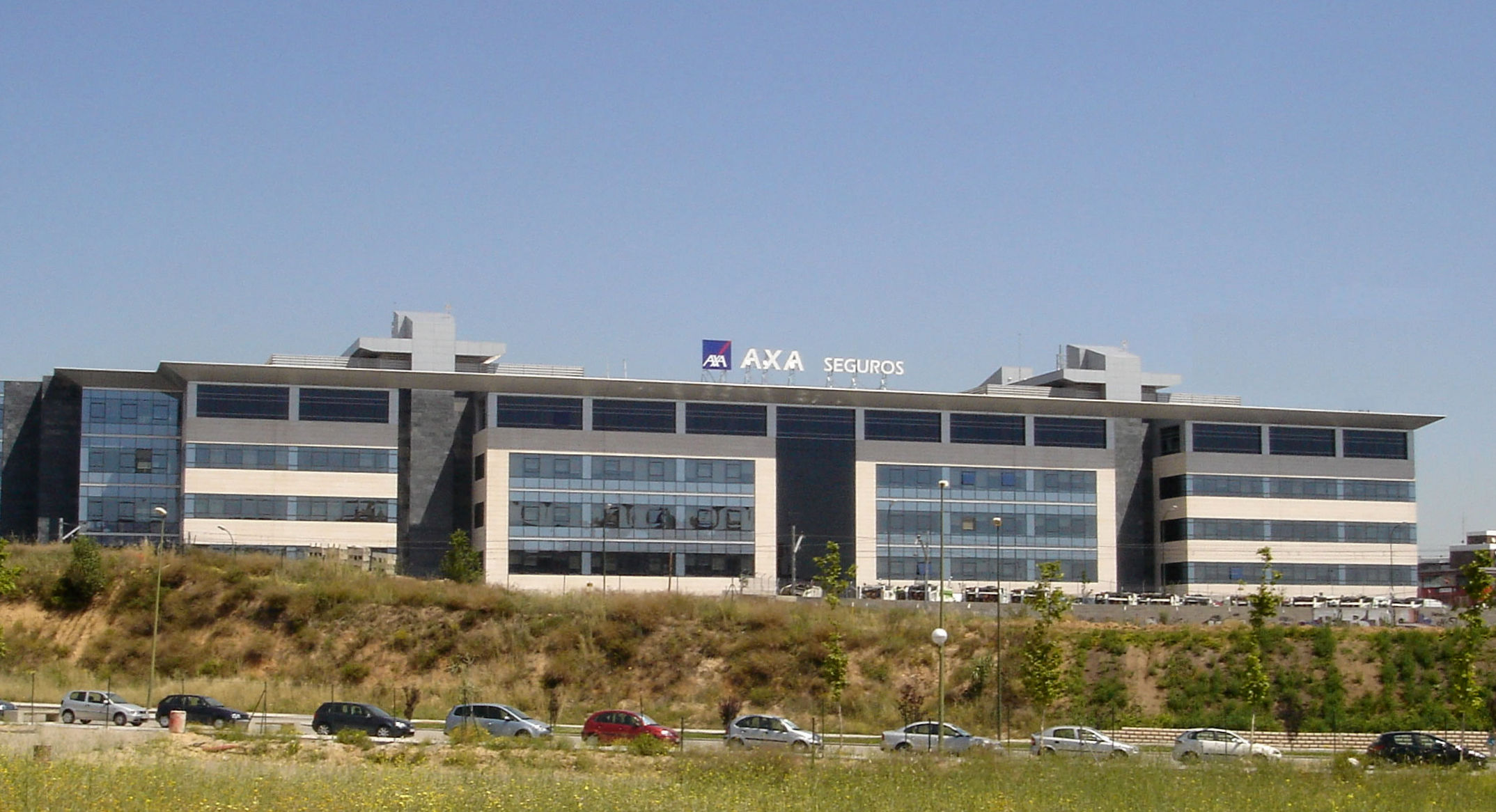
Edificio AXA en Madrid.

Al comienzo de la década de los 90, nace AXA Seguros de la fusión de Mare Nostrum, SICA Vida, Unión Condal y Paternal SICA. En enero de 1992 se crea la sociedad especializada en vida Aurora Vida SA. En septiembre, AXA y BBV fundan al 50% el holding AXA AURORA. Un lustro después, tiene lugar la fusión internacional de AXA y UAP. En España, las sociedades AXA Seguros, Aurora Polar y UAP Ibérica también inician un proceso de fusión. Será en 1998 cuando el holding AXA Aurora, formado por AXA Aurora Ibérica y AXA Aurora Vida, inicie su actividad comercial bajo una única marca: AXA Seguros.
A finales del año 2000, BBVA anuncia la venta del 30% que posee en el holding AXA AURORA. AXA Seguros e Inversiones pasa a ser 100% AXA. En 2004, Direct Seguros se convierte en firma subsidiaria de la aseguradora francesa. Finalmente, el 31 de diciembre de 2006, el grupo AXA compra Winterthur, aseguradora líder en Suiza que poseía una significativa presencia en los mercados de Europa occidental, Europa central y del Este y Asia. Una vez finalizado el proceso de integración de la aseguradora suiza, periodo en el que la entidad neonata adoptó el nombre de AXA Winterthur en España, AXA recupera su denominación de AXA Seguros desde el 1 de enero de 2008. 
La actividad aseguradora se lleva a cabo en los ramos de automóvil, vida, empresas, particulares, accidentes y salud. Además, AXA está presente en el mercado de pensiones.

## AXA en México
Inició operaciones en julio de 2008 como producto de la adquisición de Seguros ING México por Grupo AXA. Brinda soluciones de prevención, protección financiera especializada y asesoría en la administración del riesgo.
Es reconocida por el 84% de usuarios de seguros y durante los primeros seis meses de operación en el territorio mexicano ya había emitido 13 millones 400 mil pesos en nuevas primas.
Desempeño
Es una de las 3 aseguradoras más grande de México con más de 5 millones de clientes al tener aseguradas 1 millón 681 mil unidades con operaciones en 53 oficinas de servicio nacional, más de 1.5 millones de clientes y la red propia de ajustadores más grande del país; también tiene más de 4 mil empleados y 8 mil agentes por lo que sostiene ventas aproximadas de 30 mil millones de pesos. AXA es la segunda compañía con mayor penetración en el sector autos, con 6 mil 600 millones de pesos en primas al cierre del 2011 y 19% de participación de mercado. El desempeño de utilidades, bajo Normas Internacionales al cierre de 2012 fue por $1.332 MDP con un crecimiento de +17.8% respecto a 2011.
Responsabilidad Corporativa
Sus políticas para gestionar un negocio con crecimiento sustentable lo han llevado a establecerse por cuarto año consecutivo con el ESR de CEMEFI. La compañía tiene un fuerte enfoque en la prevención de riesgos de donde han surgido iniciativas a nivel nacional para procurar a los mexicanos en mediante diversas acciones como:
- Acciones Verdes: se realizan iniciativas para crear conciencia en los colaboradores, con el fin de reducir consumos de agua, papel, energía y nuestras emisiones de Co2.
- Marca Responsable: desde 2009 apoya la educación de estudiantes de enfermería en México para proveer al país de más enfermeras y procurar la salud de las comunidades en las que operamos.
- Impulsa tu Causa: Los colaboradores de la empresa proponen causas que desean que AXA apoye y tras una votación, las causas ganadoras son apoyadas a través de un donativo económico.
- Construyendo con la Comunidad: Una red de apoyo integral para crear conciencia en la comunidad sobre temas de prevención, así como apoyo a las comunidades en caso de desastre natural.
- Vive en Balance: es un programa de bienestar para los colaboradores y sus familias que contempla aspectos como: Salud (pláticas, recomendaciones, apoyo de manejo de estrés), Familiar Social (actividades deportivas, culturas e integración) Trabajo (sentido, pertenencia, eficacia-eficiencia).

## AXA en Colombia
El 11 de noviembre de 2014 AXA anuncia la firma de un acuerdo con el Grupo Mercantil Colpatria para adquirir la participación del 51% en sus operaciones de seguros mixtos en Colombia, Colpatria Seguros, por un importe total de 672.000 millones de pesos colombianos (259 millones de euros). El Grupo incorporará las operaciones adquiridas dentro de la Región Mediterránea y Latinoamérica. Colpatria Seguros es la cuarta compañía de seguros de Colombia (con una cuota de mercado del 7%), con operaciones tanto en seguros de No Vida como en seguros de Vida y Ahorro y es líder en los segmentos de seguro obligatorio de auto a terceros y seguro de compensación laboral.
"Esta adquisición proporciona a AXA una oportunidad única para entrar en el mercado asegurador colombiano de rápido crecimiento con posiciones bien consolidadas en todas las líneas de negocio", afirmó Henri de Castries, presidente de AXA, en referencia a esta operación. Como resultado de esta alianza nace AXA COLPATRIA, la cual mantiene la misma administración. Este acuerdo busca beneficiar a los empleados a través de mejores prácticas implementadas y oportunidades a nivel global. Así mismo, los clientes contarán con un portafolio de servicios con una amplia cobertura que incluirá nuevas propuestas bajo el lema de la marca: reinventando los seguros.